# Fêtes de printemps en Moldavie
Les fêtes de printemps en Moldavie sont des fêtes importantes associées à l'idée de renouveau.
L'arrivée du printemps en Moldavie a une signification spéciale. En effet, le printemps symbolise la renaissance, la pureté, un nouveau début et le commencement des nouvelles activités dans la vie.
Chaque année, le peuple moldave attend avec impatience cette saison qui leur apporte, avec sa beauté, l’espérance, l’optimisme et la croyance en l’avenir. C'est la raison pour laquelle le printemps en Moldavie est une saison de fêtes, de traditions et de festivals de musique ou artistiques.

## Fête du1ermars en Europe du sud-est

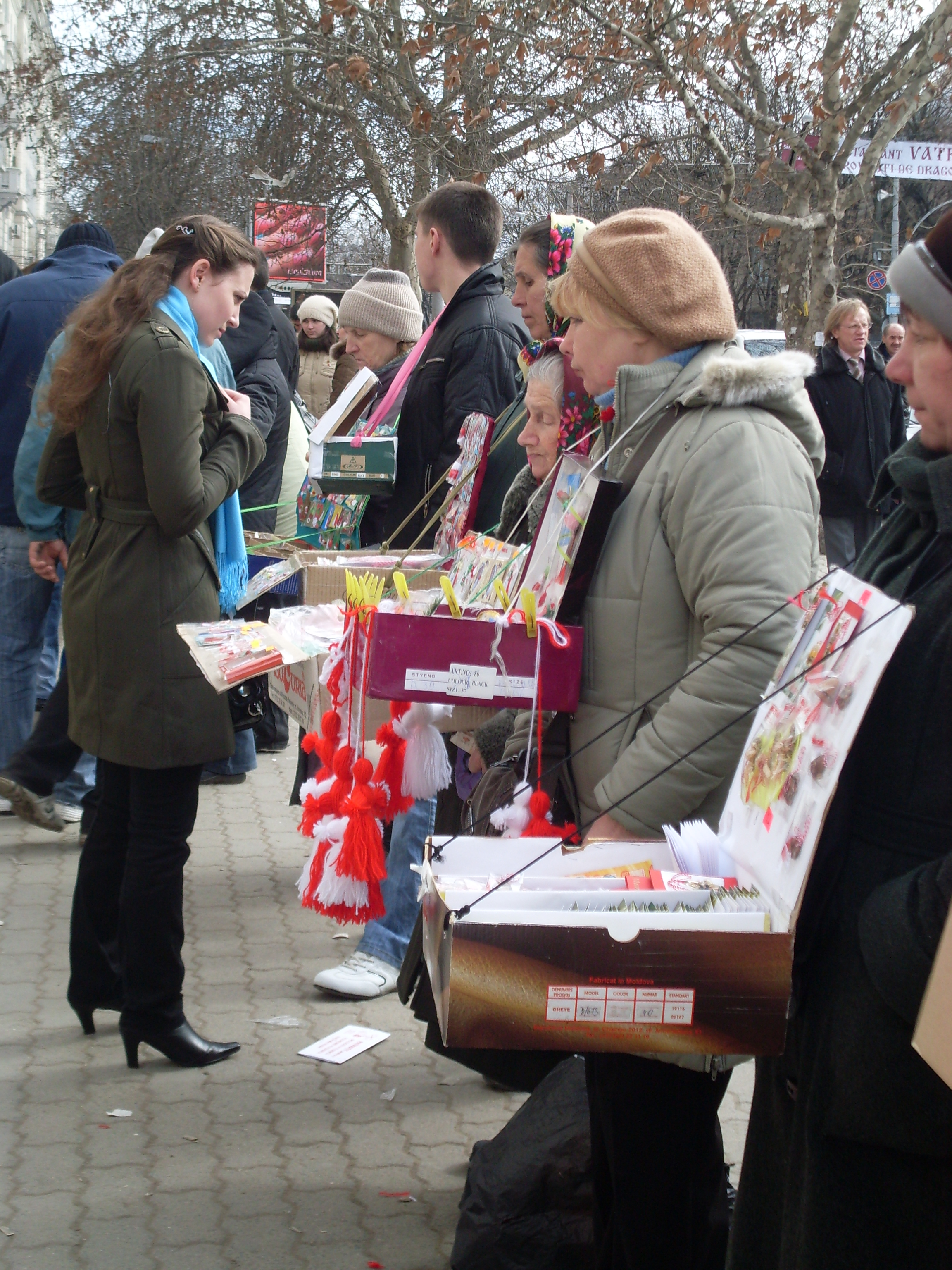
Vendeurs de mărțișor à Chișinău

Le Mărțișor ou Martenitsa est une fête traditionnelle en Bulgarie, Roumanie et Moldavie, qui symbolise l’arrivée du printemps. On fête le Mărțișor/Martenitsa le 1er mars, lorsque les Moldaves, les Roumains et les Bulgares se félicitent de l’arrivée de la belle saison et s’offrent mutuellement en cadeaux des mărțișoare pour porter bonheur et chance.

## Journée internationale des droits de la femme

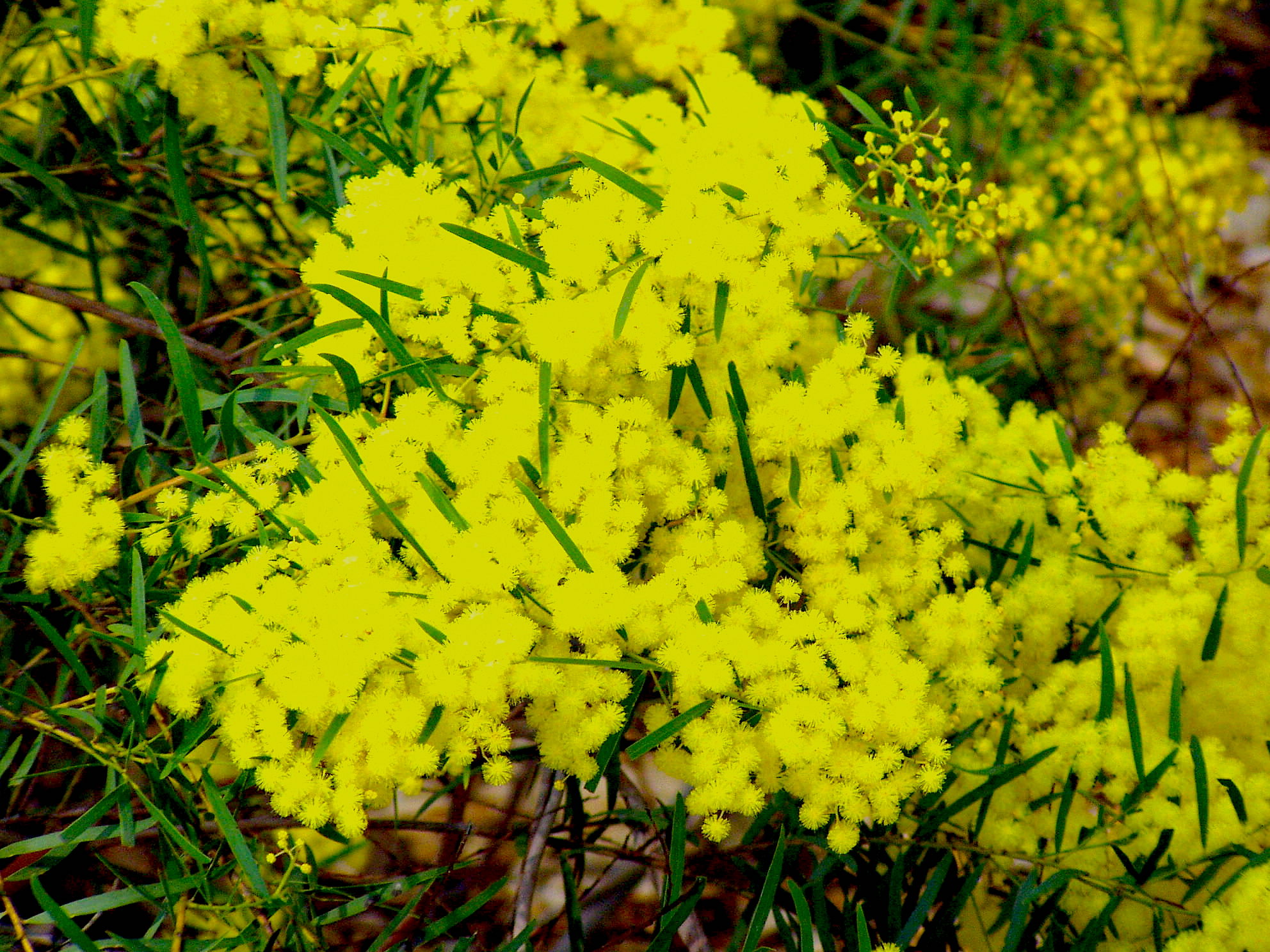
Le mimosa symbolise la Journée internationale des droits de la femme.

Le 8 mars a une double signification pour le peuple moldave : c’est le jour de la femme et le jour de la mère. La femme comme symbole de la beauté et de l’amour et la mère comme symbole de la tendresse et de la fertilité.

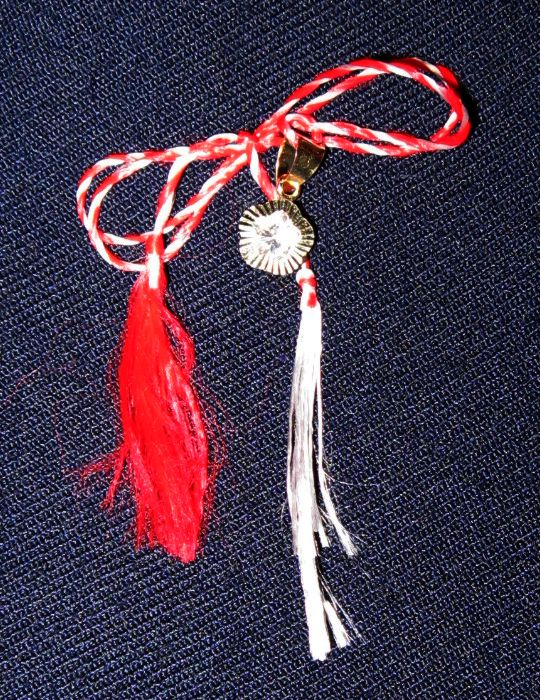
Les toupillons blancs et rouges du Mărțișor.

La journée internationale des femmes commémore les grèves des ouvrières de Saint-Pétersbourg et la Conférence internationale des femmes socialistes en 1910, et jusqu'en 1977 était surtout fêtée dans le « camp socialiste » et dans les mouvements politiques de gauche, avant de devenir internationale le 8 mars pour honorer les femmes qui ont lutté pour leur droit au vote, à l’éducation, à l'assistance médicale et à l'égalité avec les hommes.
En Moldavie, les hommes et les enfants se préparent longuement pour le 8 mars, achetant des cadeaux, offrent des fleurs aux femmes qu’ils aiment. Chaque femme attend avec impatience ce jour où elle est dispensée du ménage et des travaux les plus difficiles ou répétitifs, où elle est fêtée et reçoit des signes de respect et reconnaissance. Les humoristes affirment toutefois que ce jour-là, les hommes cherchent seulement à « se faire pardonner ce qu'ils font, ou font faire aux femmes, ou ne leur font pas les 364 autres jours de l'année… ». Malgré une législation qui interdit discriminations et violences, la société moldave a, comme bien d'autres, encore des progrès à faire dans ce domaine, et cela se décompte : au Parlement, en 2017, il y avait 21 femmes sur 101 députés (20%) et au gouvernement, 5 femmes sur 20 ministres (25%). Quelques progrès ont été faits depuis : le 24 décembre 2020, une femme, Maia Sandu, a été élue présidente de la Moldavie.

## LesMucenici
Les Mucenici se fêtent le 9 mars. Comme les Mărțișoare, les Mucenici, bien que commémorant les quarante militaires romains martyrisés à Sébaste parce qu'ils étaient chrétiens, sont d'anciennes traditions populaires christianisées, liées au retour du printemps, marquant jadis le début de l’année nouvelle. Les Mucenici sont, en Moldavie, des gâteaux de cozonac aux noix et au miel, appelés aussi sfințișori (« petits saints »), en forme de 8 ou de petits bonhommes.

## Les Pâques

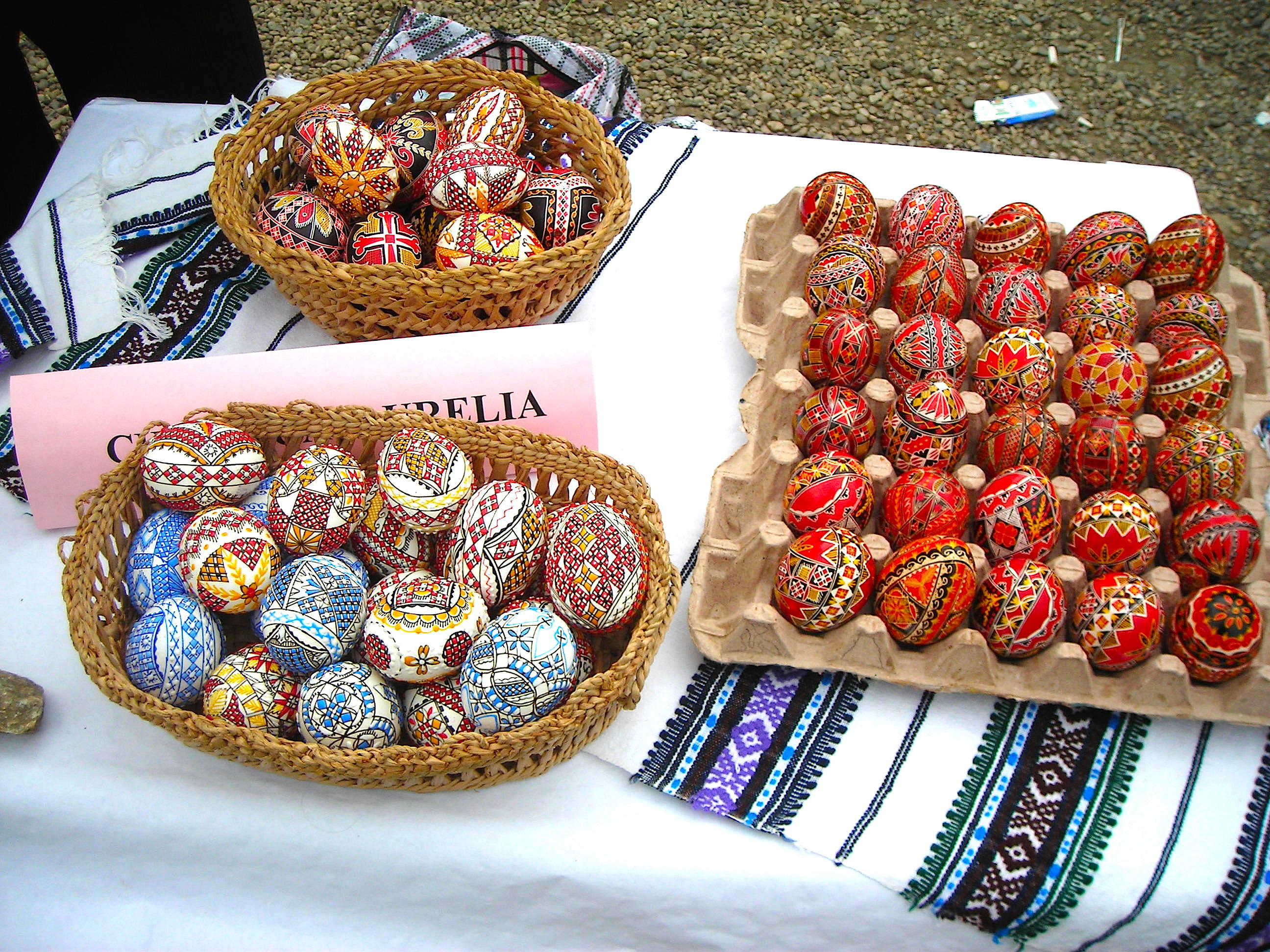
Exemples d'œufs de Pâques peints et décorés.

Comme dans tous les pays de tradition orthodoxe, en Moldavie la fête religieuse la plus importante n'est pas Noël, mais les Pâques.
Les gens préparent alors des plats de fête : des œufs peints en rouge et des cozonaci (une sorte de brioche préparée seulement à cette occasion). L’œuf rouge et le cozonac sont les principaux ingrédients qui caractérisent les repas festifs. Dans la tradition chrétienne, l’œuf symbolise la vie et la couleur rouge les souffrances du Christ. Plusieurs légendes sont reliées à la tradition des œufs rouges. L'une dit que lors de la lapidation de Jésus, les pierres le touchant se transformaient en œufs rouges. Une autre, que sainte Marie venant voir son fils crucifié, a apporté des œufs qui ont été arrosés avec le sang de Jésus. Une autre encore, que Ponce Pilate aurait dit, lorsqu'on lui a annoncé la résurrection de Jésus : « bah, un crucifié ressuscitera lorsque les poules pondront des œufs pourpres », et que dans la même journée, ses esclaves lui apportèrent les œufs de sa basse-cour, qui étaient pourpres ; dans une version moins répandue, ce sont les érudits du Temple qui auraient dit : « si Jésus est ressuscité, que le coq qu'on mange ressuscite et que les œufs deviennent rouges », et aussitôt le coq de battre des ailes et les œufs de virer au rouge. Mais la tradition a évolué : de nos jours, les œufs sont teints de toutes les couleurs et décorés de diverses manières.